# Natació al Campionat del Món de natació de 2015 – 4 × 200 m lliures masculí
La prova de 4 × 200 m lliures masculí es va celebrar el dia 7 d'agost al Kazan Arena Stadium a Kazan.

## Rècords
Els rècords del món abans de començar la prova:
| Rècord del món       | Estats Units · Michael Phelps (1:44,49) · Ricky Berens (1:44,13) · David Walters (1:45,47) · Ryan Lochte (1:44,46) | 6:58,55 | Roma, Itàlia | 31 de juliol de 2009 |
| Rècord del campionat | Estats Units · Michael Phelps (1:44,49) · Ricky Berens (1:44,13) · David Walters (1:45,47) · Ryan Lochte (1:44,46) | 6:58,55 | Roma, Itàlia | 31 de juliol de 2009 |

## Resultats
Les sèries es van disputar a les 10:50.

   *   Finalistes
| Posició | Sèrie | Carril | País            | Nedadors | Temps     | Notes |
| ------- | ----- | ------ | --------------- | --- | --------- | ----- |
| 1       | 2     | 3      | Austràlia       | Grant Hackett (1:47,83) Kurt Herzog (1:47,96) Daniel Smith (1:46,02) Thomas Fraser-Holmes (1:46,59)          | 7:08,40   | Q     |
| 2       | 2     | 7      | Estats Units    | Reed Malone (1:48,21) Michael Weiss (1:46,14) Michael Klueh (1:47,67) Conor Dwyer (1:46,53)                  | 7:08,55   | Q     |
| 3       | 2     | 1      | Regne Unit      | Robert Renwick (1:47,43) Nicholas Grainger (1:47,19) Daniel Wallace (1:46,03) Duncan Scott (1:48,35)         | 7:09,00   | Q     |
| 4       | 1     | 4      | Alemanya        | Jacob Heidtmann (1:47,86) Florian Vogel (1:48,31) Clemens Rapp (1:47,14) Paul Biedermann (1:46,03)           | 7:09,34   | Q     |
| 5       | 1     | 5      | Polònia         | Jan Świtkowski (1:47,17) Kacper Klich (1:48,86) Michael Domagala (1:47,81) Kacper Majchrzak (1:46,36)        | 7:10,20   | Q, NR |
| 6       | 3     | 9      | Països Baixos   | Dion Dreesens (1:47,73) Kyle Stolk (1:48,52) Joost Reijns (1:48,20) Sebastiaan Verschuren (1:46,38)          | 7:10,83   | Q, NR |
| 7       | 3     | 0      | Rússia          | Nikita Lobintsev (1:48,29) Aleksandr Krasnykh (1:46,99) Mikhail Dovgalyuk (1:47,59) Artem Lobuzov (1:47,97)  | 7:10,84   | Q     |
| 8       | 2     | 9      | Bèlgica         | Louis Croenen (1:48,74) Glenn Surgeloose (1:47,48) Dieter Dekoninck (1:47,45) Pieter Timmers (1:47,25)       | 7:10,92   | Q     |
| 9       | 2     | 2      | Espanya         | Miguel Duran (1:49,45) Victor Martin (1:46,92) Albert Puig (1:48,04) Marc Sánchez (1:46,98)                  | 7:11,39   |       |
| 10      | 3     | 8      | Japó            | Yuki Kobori (1:47,51) Tsubasa Amai (1:48,56) Naito Ehara (1:47,64) Daiya Seto (1:47,88)                      | 7:11,59   |       |
| 11      | 3     | 7      | França          | Jordan Pothain (1:48,34) Grégory Mallet (1:48,41) Lorys Bourelly (1:47,45) Clément Mignon (1:48,48)          | 7:12,68   |       |
| 12      | 3     | 4      | Dinamarca       | Daniel Skaaning (1:48,71) Magnus Westermann (1:49,72) Søren Dahl (1:48,55) Anders Lie (1:46,74)              | 7:13,72   |       |
| 13      | 3     | 5      | Itàlia          | Gianluca Maglia (1:48,64) Marco Belotti (1:49,44) Damiano Lestingi (1:47,91) Filippo Magnini (1:47,78)       | 7:13,77   |       |
| 14      | 2     | 5      | R.P. de la Xina | Xu Qiheng (1:49,71) He Tianqi (1:49,93) Shang Keyuan (1:48,37) Zhang Jie (1:48,66)                           | 7:16,67   |       |
| 15      | 2     | 0      | Brasil          | Luiz Altamir Melo (1:48,80) João de Lucca (1:50,25) Thiago Pereira (1:49,45) Nicolas Oliveira (1:48,35)      | 7:16,85   |       |
| 16      | 2     | 8      | Suïssa          | Alexandre Haldemann (1:48,90) Nils Liess (1:49,99) Jérémy Desplanches (1:49,50) Jean-Baptiste Febo (1:49,60) | 7:17,99   |       |
| 17      | 3     | 1      | Àustria         | Felix Auböck (1:48,30) David Brandl (1:48,66) Sebastian Steffan (1:50,51) Christian Scherübl (1:51,50)       | 7:18,97   |       |
| 18      | 2     | 6      | Sèrbia          | Stefan Šorak (1:50,67) Velimir Stjepanović (1:46,08) Uroš Nikolić (1:51,87) Vuk Čelić (1:51,67)              | 7:20,29   |       |
| 19      | 1     | 6      | Ucraïna         | Illia Teslenko (1:49,34) Mykhailo Romanchuk (1:51,14) Serhiy Frolov (1:50,18) Anton Goncharov (1:51,08)      | 7:21,74   |       |
| 20      | 3     | 2      | Egipte          | Marwan El-Kamash (1:49,36) Mohamed Khaled (1:50,64) Akram Ahmed (1:50,04) Ahmed Hamdy (1:51,82)              | 7:21,86   |       |
| 21      | 1     | 3      | Turquia         | Nezir Karap (1:50,00) Doğa Çelik (1:49,75) Kaan Türker Ayar (1:51,58) Kemal Arda Gürdal (1:50,82)            | 7:22,15   |       |
| 22      | 2     | 4      | Veneçuela       | Cristian Quintero (1:48,04) Marcos Lavado (1:49,94) Daniele Tirabassi (1:52,23) Andy Arteta (1:54,92)        | 7:25,13   |       |
| 23      | 3     | 3      | Índia           | | 9:99,99 ! | DNS   |
| 23      | 3     | 6      | Singapur        | | 9:99,99 ! | DNS   |

### Final
The final was held at 19:11.
| Posició | Carril | Nedadors      | País | Temps   | Notes |
| ------- | ------ | ------------- | --- | ------- | ----- |
| 1       | 3      | Regne Unit    | Daniel Wallace (1:47,04) Robert Renwick (1:45,98) Calum Jarvis (1:46,57) James Guy (1:44,74)                   | 7:04,33 | NR    |
| 2       | 5      | Estats Units  | Ryan Lochte (1:45,71) Conor Dwyer (1:45,33) Reed Malone (1:46,92) Michael Weiss (1:46,79)                      | 7:04,75 |       |
| 3       | 4      | Austràlia     | Cameron McEvoy (1:46,46) David McKeon (1:47,05) Daniel Smith (1:46,38) Thomas Fraser-Holmes (1:45,45)          | 7:05,34 |       |
| 4       | 1      | Rússia        | Danila Izotov (1:46,25) Aleksandr Krasnykh (1:45,64) Mikhail Dovgalyuk (1:47,45) Alexandr Sukhorukov (1:47,55) | 7:06,89 |       |
| 5       | 6      | Alemanya      | Jacob Heidtmann (1:47,94) Clemens Rapp (1:46,88) Christoph Fildebrandt (1:49,39) Paul Biedermann (1:44,80)     | 7:09,01 |       |
| 6       | 8      | Bèlgica       | Louis Croenen (1:48,43) Glenn Surgeloose (1:47,41) Dieter Dekoninck (1:47,29) Pieter Timmers (1:46,51)         | 7:09,64 | NR    |
| 7       | 7      | Països Baixos | Dion Dreesens (1:47,20) Kyle Stolk (1:48,87) Joost Reijns (1:47,55) Sebastiaan Verschuren (1:46,13)            | 7:09,75 | NR    |
| 8       | 2      | Polònia       | Jan Świtkowski (1:47,03) Kacper Klich (1:49,33) Michael Domagala (1:46,90) Kacper Majchrzak (1:47,08)          | 7:10,34 |       |